# Grumman F6F Hellcat
Grumman F6F Hellcat američki je vojni zrakoplov, lovac, koji korišten u drugom svjetskom ratu, a kojeg je proizvodila tvrtka Grumman.
Zrakoplov je zamišljen kao nasljednik zrakoplova F4F Wildcat, koji bi se uspješno suprotstavio japanskom zrakoplovu Mitsubishi A6M Zero. U natjecanju da postane glavni zrakoplov mornarice na nosačima zrakoplova, glavni konkurent mu je bio brži zrakoplov model Vought F4U Corsair. Međutim zbog problema ovog zrakoplova prilikom slijetanja na brodove prevladao je F6F dok je Corsair korišten za mornaričke potrebe s kopnenih uzletišta. Rad na novome modelu tvrtke Grumman započeo je još 1938.g., a ugovor za prototip XF6F-1 potpisan je 30. lipnja 1941.
U izvornom dizajnu zrakoplov je trebao koristiti motor Wright R-2600 Twin Cyclone, 14 cilindara u dva reda, snage 1700 KS (1300 kW). Međutim u suradnji s iskusnim pilotima američke mornarnice koji us letjeli na F4F zrakoplovima u borbi s japancima, dizajneri su se odlučili na snažniji motor. F6F koristio je motor od 2000 KS (1500 kW) model Pratt & Whitney R-2800 Double Wasp, koji je ugrađivan u Corsair i lovac kopnenih snaga američke vojske Republic P-47 Thuderbolt. Iako je F6F bio vrlo sličan izgledom na F4F model radilo se potpuno drugom dizajnu.
Prvi prototip s motorom Cylone XF6F-1 (02981) prvi puta je poletio 26. lipnja 1942., a prototip s Double Wasp motorom XF6F-3 (02982), je prvi puta poletio 30. srpnja 1942. Prvi proizvodni zrakoplov F6F-3, pogonjen motorom 2800-10, letio je 3. listopada 1942., a u zračno djelovanje ušli su u eskadrili VF-9 na nosaču zrakoplova USS Essex u veljači 1943.
Tijekom druge polovice drugog svjetskog rata bio je dominantni zrakoplov američke mornarice na pacifičkom ratištu.
U zračnim bitkama nastupio je prvi puta u rujnu 1943. Tijekom dvije godine proizvedeno je ukupno 12275 zrakoplova. Pripisuje im se ukupno 5223 uništenih zrakoplova. Nakon drugog svjetskog rata zrakoplov je postupno povučen iz upotrebe do 1954.
Osim što je korišten u mornarici SAD-a, zrakoplov su koristile i mornarnice Francuske, Velike Britanije te Urugvaja. Urugvajska ratna mornarice povukla je zrakoplov iz upotrebe 1960.g.